# Illusion (Dua Lipa-dal)
Az Illusion című dal az angol-albán származású énekesnő Dua Lipa 2024. április 11-én megjelent 3. kimásolt kislemeze a Radical Optimism című stúdióalbumról. A kislemezt a Warner jelentette meg. A dalt Caroline Ailin, Tobias Jesso Jr. írta, a producerek Danny L. Harle, és Kevin Parker voltak. Az "Illusion" az Egyesült Államok Dance/Electronic Songs toplistájának 1. helyezése volt, az Egyesült Királyságban pedig Top 10-es sláger lett.

## Előzmények
2023-ban Dua Lipa bejelentette, hogy harmadik stúdióalbuma 2024-ben jelenik meg. 2023. november 9-én jelent meg az első kimásolt kislemez az albumról, a Houdini című dal. 2024. február 15-én a második Training Season című kislemez került kiadásra. 2024. március 13-án az énekesnő az Instagram élő közvetítésén jelentette be a Radical Optimism című albumot, mellyel megerősítette az album címét, bemutatta a lemezborítót, és a megjelenés dátumát is közzétette. Ugyanezen a napon nyilvánosságra hozták az albumon szereplő dalok listáját is, Az "Illusion" című dal pedig a 7. dalként szerepel az albumon.
Lipa 2024. április 4-én bejelentette az "Illusion"-t harmadik kislemezként a közösségi médián keresztül, ahol a borítót, és a dal 30 másodperces részletét. A dal 2024. április 11-én jelent meg a Warner gondozásában.

## Összetétel
Az "Illusion" egy táncdal, amely pszichedelikus és francia house elemeket tartalmaz.

## Kritikák
Julia Koscelnik a V nevű amerikai magazintól méltatta a dalt, és kijelentette, hogy Lipa egyik legjobb dalaként tűnik ki, mellyel a legerősebb előadót mutatja be. Az Evening Standard El Hunt 5 csillagból hármat adott a dalnak. Bírálta a kezdő verzét a furcsa megfogalmazása miatt, de dicsérte a kórust.

## Videoklip
A dalhoz tartozó klipet Tanu Muino rendezte, és a barcelonai Piscina Municipal de Montjuïcban forgatták. A Vogue Adria nevű divatmagazin a klipet Kylie Minogue 2003-as Slow című videójához hasonlította. A videóban egy emberi tornyokon alapuló mászószerkezet szerepelt, amely hagyomány a katalán kultúrában.

## Kereskedelmi sikerek
Az "Illusion" 2024. április 19-én debütált a brit kislemezlista 9. helyén. Ezzel a Radical Optimism harmadik Top 10-es kislemeze lett az országban.

## Formátum és számlista
- Digitális letöltés / streaming single

1. "Illusion" – 3:08
2. "Illusion" (extended) – 4:23
3. "Illusion" (instrumental) – 3:07
4. "Illusion" (acapella) – 3:08

## Slágerlista
| Slágerlista (2024)                        | Legjobb helyezések |
| ----------------------------------------- | ------------------ |
| Argentina (Argentina Hot 100)             | 81                 |
| Ausztrália (ARIA)                         | 21                 |
| Ausztria (Ö3 Austria Top 40)              | 61                 |
| Belgium (Ultratop 50 Flanders)            | 27                 |
| Brazil (Brasil Hot 100)                   | 100                |
| Kanada (Canadian Hot 100)                 | 28                 |
| Kanada CHR/Top 40 (Billboard)             | 20                 |
| Kanada Hot AC (Billboard)                 | 23                 |
| Chile (Monitor Latino)                    | 14                 |
| Croatia (HRT)                             | 29                 |
| Csehország (Singles Digitál Top 100)      | 45                 |
| Dánia (Tracklisten Top 40)                | 33                 |
| Estonia Airplay (TopHit)                  | 37                 |
| El Salvador (Monitor Latino)              | 12                 |
| France (SNEP)                             | 32                 |
| Németország (Media Control Charts)        | 76                 |
| Global 200 (Billboard)                    | 15                 |
| Greece (IFPI)                             | 12                 |
| Írország (IRMA)                           | 14                 |
| Olaszország (FIMI)                        | 55                 |
| Japan Hot Overseas (Billboard Japan)      | 8                  |
| Lebanon (Lebanese Top 20)                 | 14                 |
| Lithuania (AGATA)                         | 26                 |
| Luxembourg (Billboard)                    | 11                 |
| Hollandia (Top 40)                        | 22                 |
| Hollandia (Single Top 100)                | 38                 |
| Új-Zéland (Recorded Music NZ)             | 32                 |
| Nigeria (TurnTable Top 100)               | 71                 |
| Norvégia (VG-lista)                       | 27                 |
| Paraguay (Monitor Latino)                 | 15                 |
| Poland (Polish Airplay Top 100)           | 95                 |
| Poland (Polish Streaming Top 100)         | 69                 |
| Portugália (AFP Top 100 Singles)          | 16                 |
| Russia Airplay (TopHit)                   | 57                 |
| Szlovákia (Singles Digitál Top 100)       | 44                 |
| South Korea BGM (Circle)                  | 73                 |
| South Korea Download (Circle)             | 112                |
| Spanyolország (PROMUSICAE)                | 39                 |
| Svédország (Sverigetopplistan)            | 24                 |
| Svájc (Schweizer Hitparade)               | 25                 |
| Egyesült Királyság (UK Singles Chart)     | 9                  |
| US Billboard Hot 100                      | 43                 |
| US Adult Top 40 (Billboard)               | 20                 |
| US Hot Dance/Electronic Songs (Billboard) | 1                  |
| US Mainstream Top 40 (Billboard)          | 19                 |
| Venezuela (Record Report)                 | 25                 |

## Megjelenések
| Ország           | Dátum             | Formátum(ok)                 | Label  | Ref.   |
| ---------------- | ----------------- | ---------------------------- | ------ | ------ |
| Különböző        | 2024. április 11. | Digitális letöltés streaming | Warner | [ 6 ]  |
| Egyesült Államok | 2024. április 11. | Contemporary hit radio       | Warner | [ 61 ] |
| Olaszország      | 2024. április 12. | Radio airplay                | Warner | [ 62 ] |